# Evergreen Marine Corporation
Evergreen Marine Corporation (en chino: 長榮海運) (acrónimos bursátiles: LSE: EGMD TSE: 2603), es una empresa taiwanesa de transporte y envío de contenedores con sede en la ciudad de Taoyuan, Taiwán. Sus principales rutas comerciales son el Lejano Oriente hacia América del Norte, América Central y el Caribe; el Lejano Oriente hasta el norte de Europa y el Mediterráneo oriental; Europa hasta la costa este de América del Norte; el Lejano Oriente a Australia, Mauricio, Sudáfrica y América del Sur; y un servicio dentro de Asia que une los puertos de Asia con el Medio Oriente, el Golfo Pérsico y el Mar Rojo. Con más de 150 portacontenedores, forma parte del conglomerado de empresas de transporte y empresas asociadas Evergreen Group.

## Visión general
Evergreen hace escala en 240 puertos en todo el mundo en unos 80 países y es la quinta empresa más grande de su tipo. Las actividades de la empresa incluyen: transporte marítimo, construcción de contenedores y barcos, gestión de puertos e ingeniería y desarrollo inmobiliario. Las subsidiarias y divisiones incluyen Uniglory Marine Corp. (Taiwán), Evergreen UK Ltd. (Reino Unido) y la naviera Italia Marittima Sp A. (Italia).

## Historia

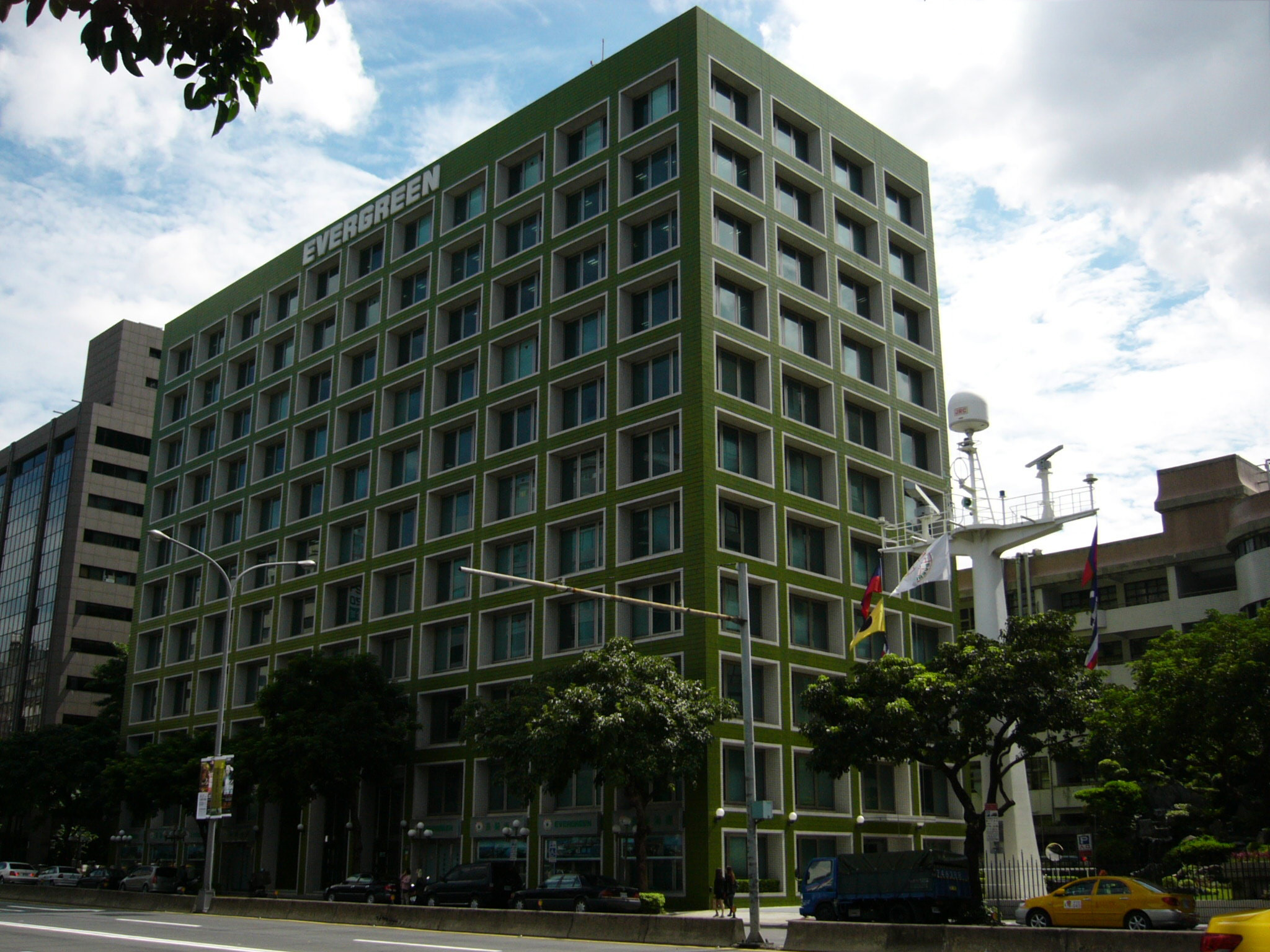
Evergreen Marine Building en Sec.2, Minsheng East Road, ciudad de Taipéi, Taiwán.

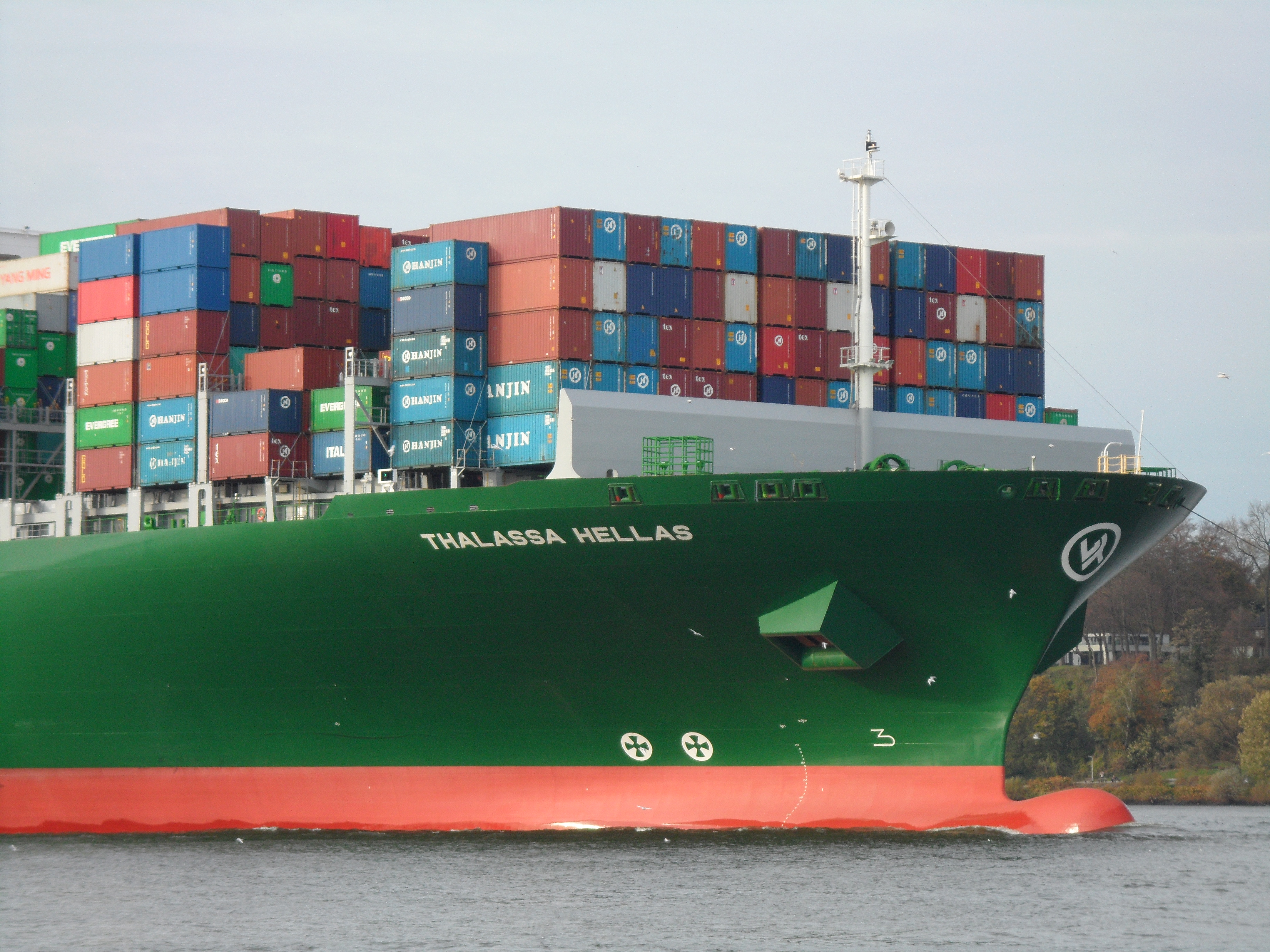
El "Thalassa Hellas" en su viaje inaugural

La empresa fue fundada el 1 de septiembre de 1968 por Yung-Fa Chang. Los servicios comenzaron con un solo buque de carga llamado Central Trust, que operaba un servicio de "ir a cualquier parte". Se añadió un segundo buque en 1969 y se utilizó en los servicios de Oriente Medio. Se adquirieron barcos adicionales durante la década de 1970 y se agregaron rutas al este de Asia y América Central. El servicio a los Estados Unidos. Comenzó en 1974, con el establecimiento de Evergreen Marine Corporation (Nueva York) Ltd.
En 1981, la empresa matriz cambió su nombre a Evergreen International SA (EIS), ya que la empresa aumentó sus esfuerzos de expansión global. Evergreen Marine inició sus primeros servicios de transporte de circunnavegación en 1984. Este servicio es bidireccional y cubre las rutas en dirección este y oeste.
En 2002, Evergreen Marine operaba 61 buques portacontenedores, con un tamaño total de flota de 130 buques con 400.000 TEU (unidades equivalentes a veinte pies). En 2008, Evergreen Marine operaba 178 buques portacontenedores. En 2009, la empresa anunció planes para construir 100 embarcaciones adicionales, en previsión de una recuperación económica mundial para 2012.
El 23 de marzo de 2021, el buque Ever Given de Evergreen se quedó atascado en el Canal de Suez, lo que provocó un impedimento significativo en el transporte marítimo en todo el mundo.

## Operaciones

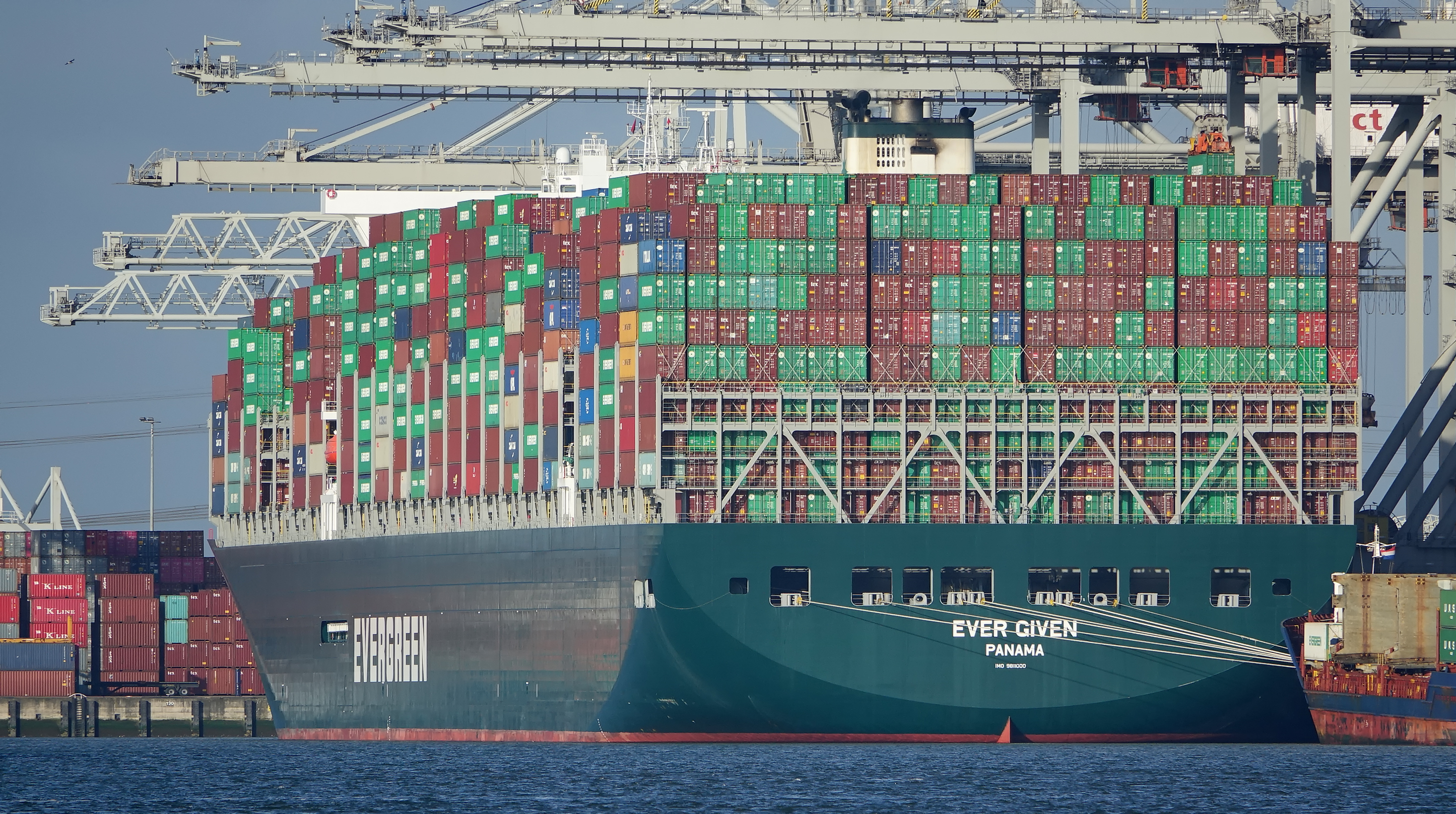
Ever Given en el puerto de Rotterdam en 2020.

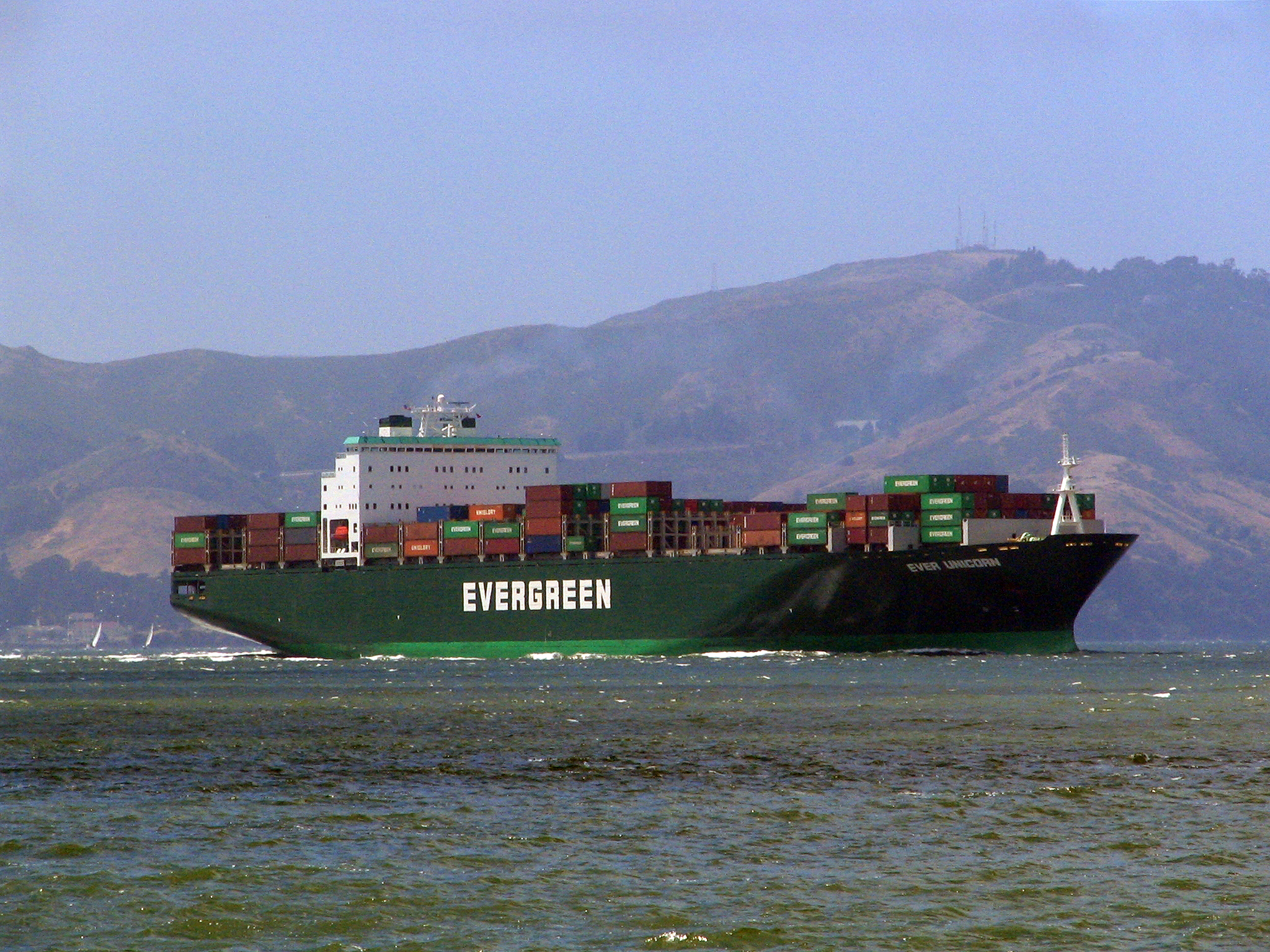
Buque de Evergreen "Ever U".

Las operaciones de Evergreen Marine se centran principalmente en cinco rutas generales:
- Asia Oriental a Norte y Centroamérica
- Asia Oriental a Europa del Norte y el Mediterráneo
- Europa a América del Norte (transatlántico)
- Asia oriental al hemisferio sur (intercontinental)
- Intra-Asia

Las rutas más transitadas de la línea naviera se encuentran en la primera categoría, del este de Asia a América del Norte y América Central. Dentro de esta área, el tráfico común es entre Taiwán, Japón, Corea y China con la costa oeste de Estados Unidos, junto con rutas hacia el Caribe oriental a través de Panamá.

## Flota

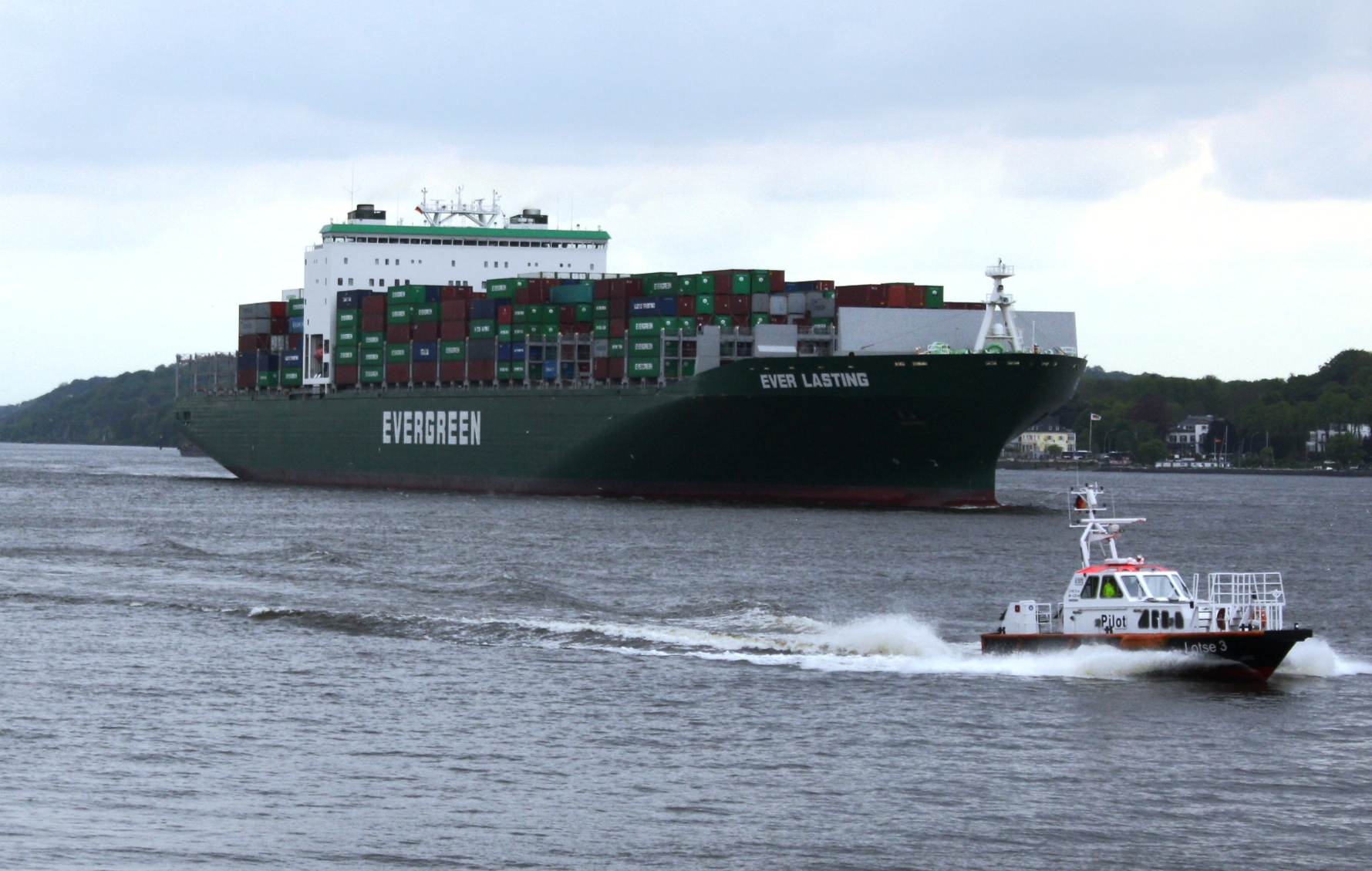
El Ever Lasting en Hamburgo

Evergreen Marine (incluidos Uniglory, Lloyd Triestino y Hatsu) operó 153 buques portacontenedores con 439 538 unidades equivalentes a veinte pies (TEU) el 1 de mayo de 2005. En total, Evergreen Marine operó 178 portacontenedores en 2008.

## Terminales
Evergreen Marine opera cuatro importantes centros de transbordo y múltiples terminales de contenedores:

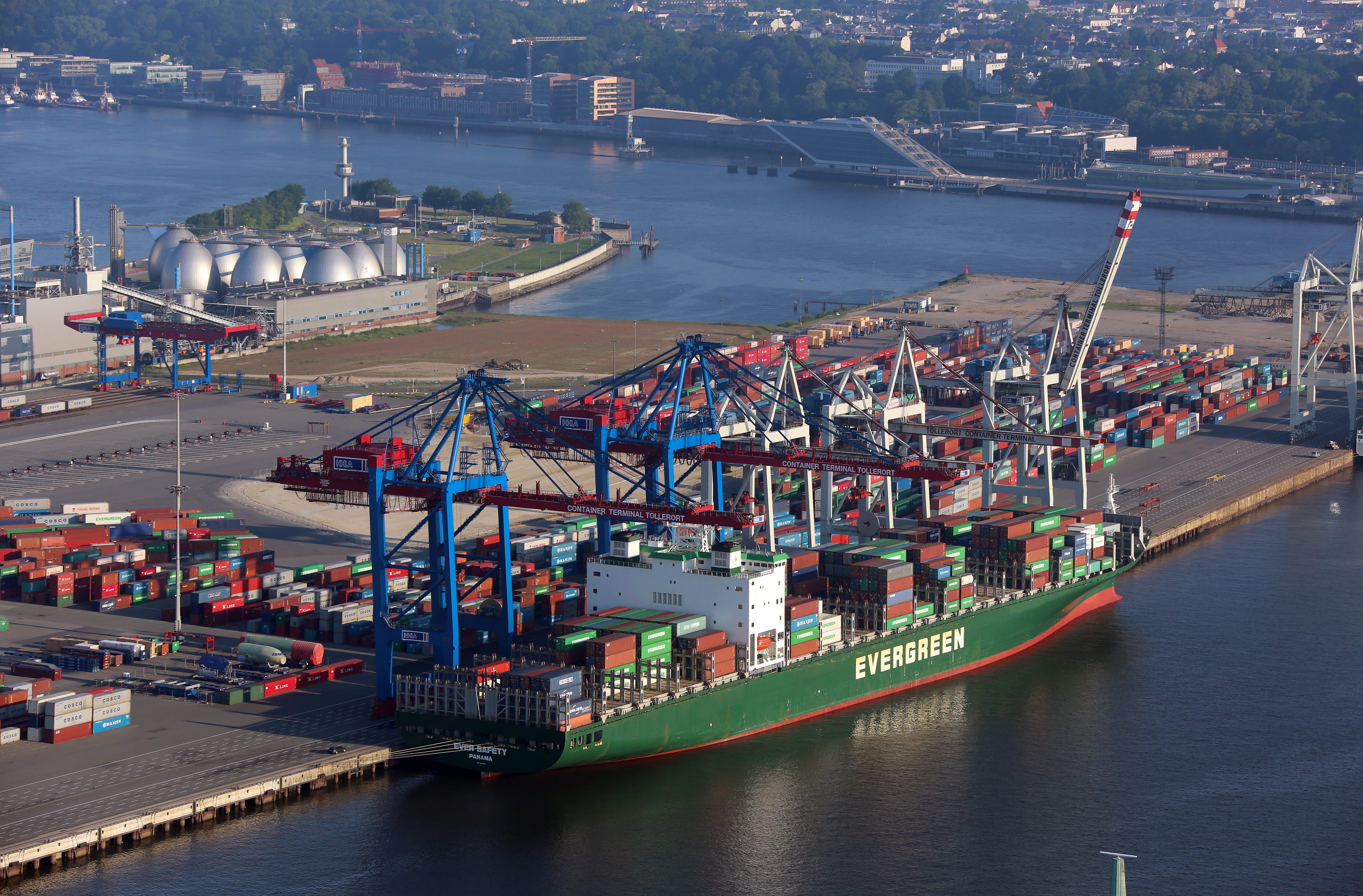
El "Ever Safety" en Hamburgo, junio de 2013

### Centros de transbordo

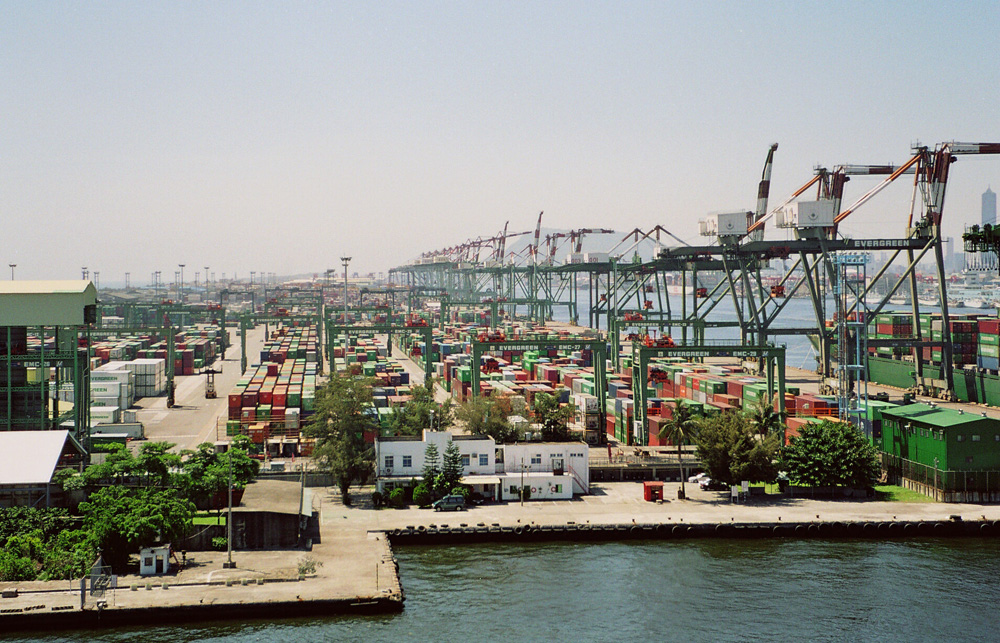
Evergreen Kaohsiung Container Terminal, Taiwán

- Terminal de contenedores de Taichung, Taiwán
- Terminal de contenedores de Kaohsiung, Taiwán
- Terminal de Contenedores de Colón, Panamá

### Terminales
- Terminal Evergreen de Los Ángeles, California
- Terminal de contenedores del condado de Pierce, Tacoma, Washington
- Evergreen Terminal (ETS), Oakland, California
- Terminales Evergreen en Asia, (p. ej. Tailandia), Europa (p. Ej. Italia) y en otros lugares
- Terminales Evergreen en Oriente Medio, North Yard Company